# Német ifjúsági labdarúgó-válogatottak
Ez a szócikk a Németország utánpótlás válogatottjait, az U19-es, U18–as, U17-es, U16-os és az U15-ös válogatottak kereteit és azok nemzetközileg elért eredményeit foglalja össze.

## Szövetségi kapitányok
| Poszt                      | Név                |
| -------------------------- | ------------------ |
| U19-es Szövetségi kapitány | Frank Kramer       |
| U18-as Szövetségi kapitány | Guido Streichsbier |
| U17-es Szövetségi kapitány | Christian Wück     |
| U16-os Szövetségi kapitány | Mickel Schönweitz  |
| U15-ös Szövetségi kapitány | André Schubert     |

## Német U19-es keret
A pályára lépések és gólok száma 2022. március 22-én lettek utoljára frissítve.
| Név              | Szülesi dátum (Kor)            | Klub              | Pályára lépések (gólok) |
| Kapusok          | Kapusok                        | Kapusok           | Kapusok                 |
| ---------------- | ------------------------------ | ----------------- | ----------------------- |
| Tjark Ernst      | 2003. március 15. (22 éves)    | VfL Bochum        | 2 (0)                   |
| Jonas Urbig      | 2003. augusztus 8. (21 éves)   | 1. FC Köln        | 6 (0)                   |
| Védők            |                                |                   |                         |
| Bright Arrey-Mbi | 2003. március 26. (21 éves)    | 1. FC Köln        | 7 (0)                   |
| Angelo Brückner  | 2003. április 29. (21 éves)    | Bayern München    | 0 (0)                   |
| Linus Gechter    | 2004. február 27. (21 éves)    | Hertha BSC        | 0 (0)                   |
| Mattis Hoppe     | 2003. július 23. (21 éves)     | VfB Stuttgart     | 0 (0)                   |
| David Lelle      | 2003. március 9. (22 éves)     | RB Leipzig        | 0 (0)                   |
| Clemens Riedel   | 2003. július 19. (21 éves)     | SV Darmstadt      | 6 (0)                   |
| Lion Semic       | 2003. szeptember 13. (21 éves) | Borussia Dortmund | 2 (0)                   |
| Tom Rothe        | 2004. október 29. (20 éves)    | Borussia Dortmund | 0 (0)                   |
| Középpályások    |                                |                   |                         |
| Jens Castrop     | 2003. július 29. (21 éves)     | Nürnberg          | 4 (0)                   |
| Niklas Jessen    | 2003. szeptember 4. (21 éves)  | St. Pauli         | 2 (0)                   |
| Torben Rhein     | 2003. január 12. (22 éves)     | Bayern München    | 3 (0)                   |
| Robert Wagner    | 2003. július 14. (21 éves)     | Freiburg          | 5 (2)                   |
| Csatárok         |                                |                   |                         |
| Youssef Amyn     | 2003. január 6. (22 éves)      | Viktoria Köln     | 7 (2)                   |
| Ben Bobzien      | 2003. április 29. (21 éves)    | 1. FSV Mainz 05   | 5 (1)                   |
| Emrehan Gedikli  | 2003. április 25. (21 éves)    | Trabzonspor       | 4 (1)                   |
| Anton Kade       | 2004. január 17. (21 éves)     | Hertha BSC        | 3 (2)                   |
| Igor Matanovic   | 2003. március 31. (21 éves)    | St. Pauli         | 0 (0)                   |
| Armindo Sieb     | 2003. február 17. (22 éves)    | Bayern München    | 8 (4)                   |

### 2017-es U19-es labdarúgó-Európa-bajnokságmérkőzései
| 2017. július 3. 20:00 |

| Németország | 1–4               | Hollandia                    |
| ----------- | ----------------- | ---------------------------- |
| Barkok 46'  | (0–0) Jegyzőkönyv | Piroe 49' 65' 79' Grot 90+1' |

| David Petriashvili Stadion, Tbiliszi Játékvezető: Mads-Kristoffer Kristoffersen (dán) |

| 2017. július 6. 20:00 |

| Németország                                           | 3–0               | Bulgária |
| ----------------------------------------------------- | ----------------- | -------- |
| Amenyido 10' Gül 19' (11-esből) Friede 54' (11-esből) | (2–0) Jegyzőkönyv |          |

| Tengiz Burjanadze Stadion, Gori Játékvezető: Szergej Lapocskin (orosz) |

| 2017. július 9. 20:00 |

| Anglia                                        | 4–1               | Németország     |
| --------------------------------------------- | ----------------- | --------------- |
| Brereton 52' 64' (11-esből) Sessegnon 81' 85' | (0–0) Jegyzőkönyv | Warschewski 76' |

| David Petriashvili Stadion, Tbiliszi Játékvezető: Ali Palabiyik (török) |

## Német U18-as keret
A pályára lépések és gólok száma 2018. október 9-én lettek utoljára frissítve.
| Név                  | Szülesi dátum (Kor)         | Klub                     | Pályára lépések (gólok) |
| Kapusok              | Kapusok                     | Kapusok                  | Kapusok                 |
| -------------------- | --------------------------- | ------------------------ | ----------------------- |
| Daniel Klein         | 2001. március 13. (24 éves) | TSG 1899 Hoffenheim      | 0 (0)                   |
| Luca Unbehaun        | 2001. január 27. (24 éves)  | Borussia Dortmund        | 0 (0)                   |
| Védők                |                             |                          |                         |
| Antonis Aidonis      | 2001. május 22. (23 éves)   | VfB Stuttgart            | 0 (0)                   |
| Lenny Borges         | 2001. április 30. (23 éves) | Hamburger SV             | 0 (0)                   |
| Kevin Bukusu         | 2001. február 27. (24 éves) | Bayer 04 Leverkusen      | 0 (0)                   |
| Ramzi Ferjani        | 2001. április 11. (23 éves) | Borussia Dortmund        | 0 (0)                   |
| Noah Katterbach      | 2001. április 13. (23 éves) | 1. FC Köln               | 0 (0)                   |
| Robin Kölle          | 2001. február 17. (24 éves) | VfL Wolfsburg            | 0 (0)                   |
| Louis Poznanski      | 2001. május 24. (23 éves)   | Bayern München           | 0 (0)                   |
| Középpályások        |                             |                          |                         |
| Can Bozdogan         | 2001. április 5. (23 éves)  | 1. FC Köln               | 0 (0)                   |
| Max Brandt           | 2001. június 2. (23 éves)   | VfL Wolfsburg            | 0 (0)                   |
| Amid Khan Agha       | 2001. június 6. (23 éves)   | TSG 1899 Hoffenheim      | 0 (0)                   |
| Tom Krauß            | 2001. június 22. (23 éves)  | RB Leipzig               | 0 (0)                   |
| Per Lockl            | 2001. március 7. (24 éves)  | VfB Stuttgart            | 0 (0)                   |
| Merveille Papela     | 2001. január 18. (24 éves)  | 1. FSV Mainz 05          | 0 (0)                   |
| Jonas Pfalz          | 2001. január 8. (24 éves)   | Borussia Mönchengladbach | 0 (0)                   |
| Csatárok             |                             |                          |                         |
| Oliver Batista Meier | 2001. február 6. (24 éves)  | Bayern München           | 0 (0)                   |
| Leon Dajaku          | 2001. április 12. (23 éves) | VfB Stuttgart            | 0 (0)                   |
| Kevin Grimm          | 2001. február 14. (24 éves) | VfB Stuttgart            | 0 (0)                   |
| Fabrice Hartmann     | 2001. március 2. (24 éves)  | RB Leipzig               | 0 (0)                   |
| Ole Pohlmann         | 2001. április 5. (23 éves)  | VfL Wolfsburg            | 0 (0)                   |

### Barátságos mérkőzések
| 2017. november 12. 10:00 |

| Németország                         | 3–1               | Olaszország           |
| ----------------------------------- | ----------------- | --------------------- |
| Philipp 7' Herrmann 28' Philipp 30' | (3–0) Jegyzőkönyv | Merola 52' (11-esből) |

| Ayia Napa Municipal Stadion, Ayia Napa, Ciprus, Nézőszám: 60 |

| 2017. december 12. 16:30 |

| Németország                                   | 5–0               | Szerbia |
| --------------------------------------------- | ----------------- | ------- |
| Herrmann 15' 48' 50' Hottmann 43' Stielin 90' | (3–0) Jegyzőkönyv |         |

| Nemzeti Csapat Komplexum, Shefayim, Izrael, Nézőszám: 50 |

| 2017. december 14. 13:00 |

| Izrael | 0–0               | Németország |
| ------ | ----------------- | ----------- |
|        | (0–0) Jegyzőkönyv |             |

| Winter Stadium, Ramat Gan, Izrael, Nézőszám: 700 Játékvezető: Yigal Fird (német) |

## Német U17-es keret
A pályára lépések és gólok száma 2019. január 12-én lettek utoljára frissítve.
| Szám          | Poszt   | Név               | Születési dátum / Kor         | Válogatottság | Gólok   | Klub                |         |
| Kapusok       | Kapusok | Kapusok           | Kapusok                       | Kapusok       | Kapusok | Kapusok             | Kapusok |
| ------------- | ------- | ----------------- | ----------------------------- | ------------- | ------- | ------------------- | ------- |
|               | K       | Noah Atubolu      | 2002. május 25. (22 éves)     | 6             | 0       | SC Freiburg         |         |
|               | K       | Tim Schreiber     | 2002. április 24. (22 éves)   | 5             | 0       | RB Leipzig          |         |
| Védők         |         |                   |                               |               |         |                     |         |
|               | V       | Mehmet-Can Aydin  | 2002. február 9. (23 éves)    | 9             | 0       | FC Schalke 04       |         |
|               | V       | Kerim Calhanoglu  | 2002. augusztus 26. (22 éves) | 8             | 1       | TSG 1899 Hoffenheim |         |
|               | V       | Dárdai Márton     | 2002. február 12. (23 éves)   | 8             | 1       | Hertha BSC          |         |
|               | V       | Adrien Koudelka   | 2002. május 23. (22 éves)     | 8             | 0       | FC Augsburg         |         |
|               | V       | Jannis Lang       | 2002. július 12. (22 éves)    | 7             | 1       | VfL Wolfsburg       |         |
|               | V       | Jamie Lawrence    | 2002. november 10. (22 éves)  | 2             | 0       | FC Bayern München   |         |
|               | V       | Luca Netz         | 2003. május 15. (21 éves)     | 7             | 0       | Hertha BSC          |         |
|               | V       | Lasse Rosenboom   | 2002. január 19. (23 éves)    | 1             | 0       | SV Werder Bremen    |         |
| Középpályások |         |                   |                               |               |         |                     |         |
|               | KP      | Maximilian Göggel | 2002. január 27. (23 éves)    | 2             | 0       | VfB Stuttgart       |         |
|               | KP      | Rilind Hetemi     | 2002. február 11. (23 éves)   | 3             | 0       | Borussia Dortmund   |         |
|               | KP      | Lars Kehl         | 2002. április 8. (22 éves)    | 10            | 2       | SC Freiburg         |         |
|               | KP      | Kevin Krüger      | 2002. október 27. (22 éves)   | 2             | 0       | TSG 1899 Hoffenheim |         |
|               | KP      | Jordan Meyer      | 2002. március 26. (22 éves)   | 11            | 0       | VfB Stuttgart       |         |
|               | KP      | Jonas Sterner     | 2002. május 19. (22 éves)     | 3             | 0       | Holstein Kiel       |         |
| Csatárok      |         |                   |                               |               |         |                     |         |
|               | CS      | Maximilian Beier  | 2002. október 17. (22 éves)   | 2             | 0       | TSG 1899 Hoffenheim |         |
|               | CS      | David Hummel      | 2002. január 1. (23 éves)     | 3             | 0       | VfB Stuttgart       |         |
|               | CS      | Tim Lemperle      | 2002. február 5. (23 éves)    | 8             | 1       | 1. FC Köln          |         |
|               | CS      | Abdenego Nankishi | 2002. július 6. (22 éves)     | 3             | 0       | SV Werder Bremen    |         |
|               | CS      | Jan Thielmann     | 2002. május 26. (22 éves)     | 10            | 2       | 1. FC Köln          |         |
|               | CS      | Timon Burmeister  | 2002. november 22. (22 éves)  | 4             | 1       | VfL Wolfsburg       |         |
|               | CS      | Nick Woltemade    | 2002. február 14. (23 éves)   | 7             | 3       | SV Werder Bremen    |         |

### 2017-es U17-es labdarúgó-Európa-bajnokságmérkőzései
| 2017. május 4. 12:00 |

| Németország                       | 5–0               | Bosznia-Hercegovina |
| --------------------------------- | ----------------- | ------------------- |
| Mai 2' Keitel 16' Arp 50' 51' 62' | (2–0) Jegyzőkönyv |                     |

| Stadion Žuknica, Kostrena Játékvezető: Nicolas Laforge (belga) |

| 2017. május 7. 12:00 |

| Németország                                         | 3–1               | Szerbia                   |
| --------------------------------------------------- | ----------------- | ------------------------- |
| Abouchabaka 7' (11-esből) Yeboah 39' Majetschak 61' | (2–0) Jegyzőkönyv | Stuparević 75' (11-esből) |

| Stadion Žuknica, Kostrena Játékvezető: Dominik Ouschan (osztrák) |

| 2017. május 10. 12:00 |

| Írország | 0–7               | Németország                                                                |
| -------- | ----------------- | -------------------------------------------------------------------------- |
|          | (0–3) Jegyzőkönyv | Abouchabaka 8' Arp 15' 45' 49' O'Connor 21' (öngól) Awuku 73' Hottmann 76' |

| Stadion Rujevica, Fiume Játékvezető: Fabio Verssimo (portugál) |

| 2017. május 13. 17:45 |

| Németország             | 2–1   | Hollandia     |
| ----------------------- | ----- | ------------- |
| Abouchabaka 66' Arp 79' | (0–1) | Ábúhlál 40+1' |

| Stadion ŠRC Zaprešić, Zaprešić Játékvezető: Mohammed Al-Hakim (svéd) |

| 2017. május 16. 20:30 |

| Spanyolország                          | 0–0         | Németország               |
| -------------------------------------- | ----------- | ------------------------- |
|                                        | Jegyzőkönyv |                           |
| Büntetőpárbaj                          |             |                           |
| Ruiz Morey Segovia V. García Sanmartín | 4–2         | Majetschak Arp Mai Keitel |

| Stadion Anđelko Herjavec, Varasd Játékvezető: Dominik Ouschan (osztrák) |

### 2017-es U17-es labdarúgó-világbajnokságmérkőzései
| 2017. október 7. 17:00 |

| Németország       | 2–1               | Costa Rica |
| ----------------- | ----------------- | ---------- |
| Arp 21' Awuku 89' | (1–0) Jegyzőkönyv | Gómez 64'  |

| Fatorda Stadium, Márgáo Nézőszám: 12 329 Játékvezető: Mehdi Abid Sarif (algériai) |

| 2017. október 10. 20:00 |

| Irán                                | 4–0               | Németország |
| ----------------------------------- | ----------------- | ----------- |
| Delfi 6' 42' Sayyad 49' Namdari 75' | (2–0) Jegyzőkönyv |             |

| Fatorda Stadium, Márgáo Nézőszám: 8267 Játékvezető: Jair Marrufo (amerikai) |

| 2017. október 13. 17:00 |

| Guinea        | 1–3               | Németország                            |
| ------------- | ----------------- | -------------------------------------- |
| I. Soumah 26' | (1–1) Jegyzőkönyv | Arp 8' Kühn 62' Cetin 90+2' (11-esből) |

| Jawaharlal Nehru Stadium, Kocsín Nézőszám: 9250 Játékvezető: John Pitti (panamai) |

| 2017. október 16. 17:00 |

| Kolumbia | 0–4               | Németország                       |
| -------- | ----------------- | --------------------------------- |
|          | (0–2) Jegyzőkönyv | Arp 7' 65' Bisseck 39' Yeboah 49' |

| Jawaharlal Nehru Stadium, Delhi Nézőszám: 19 477 Játékvezető: Nawaf Shukralla (bahreini) |

| 2017. október 22. 20:00 |

| Németország        | 1–2               | Brazília                  |
| ------------------ | ----------------- | ------------------------- |
| Arp 21' (11-esből) | (1–0) Jegyzőkönyv | Weverson 71' Paulinho 77' |

| Salt Lake Stadium, Kalkutta Nézőszám: 66 613 Játékvezető: Jair Marrufo (amerikai) |

### 1985-ös U17-es labdarúgó-világbajnokságeredményei
| 1985. július 31. 20:45 |

| Kongó     | 1–4               | NSZK                                      |
| --------- | ----------------- | ----------------------------------------- |
| Kakou 73' | (0–2) Jegyzőkönyv | Mirwald 21' Witeczek 38' 65' Dammeier 56' |

| Tiencsin Nézőszám: 20 000 Játékvezető: Csen Seng-caj (kínai) |

| 1985. augusztus 2. 20:45 |

| Argentína   | 1–1               | NSZK        |
| ----------- | ----------------- | ----------- |
| Cáceres 16' | (1–1) Jegyzőkönyv | Gabriel 15' |

| Tiencsin Nézőszám: 20 000 Játékvezető: Claudio Pieri (olasz) |

| 1985. augusztus 4. 19:00 |

| Ausztrália   | 1–0               | NSZK |
| ------------ | ----------------- | ---- |
| Trimboli 12' | (0–0) Jegyzőkönyv |      |

| Tiencsin Nézőszám: 20 000 Játékvezető: Karim Camara (guineai) |

| 1985. augusztus 7. 19:30 |

| Kína                            | 2–4               | NSZK                                      |
| ------------------------------- | ----------------- | ----------------------------------------- |
| Guo Zhuang 14' Tu Shengqiao 39' | (2–3) Jegyzőkönyv | Witeczek 10' 37' 45' Bi Sheng 35' (öngól) |

| Peking Nézőszám: 80 000 Játékvezető: Arnaldo Coelho (brazil) |

| 1985. augusztus 9. 19:30 |

| NSZK                               | 4–3               | Brazília                                 |
| ---------------------------------- | ----------------- | ---------------------------------------- |
| Witeczek 15' 57' 66' Konerding 47' | (1–2) Jegyzőkönyv | Bismarck 6' Andre Cruz 37' Rodrigues 70' |

| Peking Nézőszám: 50 000 Játékvezető: Joaquín Urrea Reyes (mexikói) |

| 1985. augusztus 11. 19:30 |

| NSZK | 0–2               | Nigéria                   |
| ---- | ----------------- | ------------------------- |
|      | (0–1) Jegyzőkönyv | Akpoborie 4' Igbinoba 79' |

| Peking Nézőszám: 80 000 Játékvezető: Christopher Bambridge (ausztrál) |

## Német U16-os keret
A pályára lépések és gólok száma 2014. szeptember 9-én lettek utoljára frissítve.
| Név                     | Szülesi dátum (Kor)          | Klub                | Pályára lépések (gólok) |
| Kapusok                 | Kapusok                      | Kapusok             | Kapusok                 |
| ----------------------- | ---------------------------- | ------------------- | ----------------------- |
| Jan-Christoph Bartels   | 1999. január 13. (26 éves)   | Mainz 05            | 1 (0)                   |
| Dominik Koch            | 1999. január 16. (26 éves)   | VfB Stuttgart       | 0 (0)                   |
| Timon Weiner            | 1999. január 18. (26 éves)   | Schalke 04          | 1 (0)                   |
| Védők                   |                              |                     |                         |
| Alfons Amade            | 1999. november 12. (25 éves) | TSG 1899 Hoffenheim | 1 (0)                   |
| Tom Baack               | 1999. március 13. (26 éves)  | VfL Bochum          | 2 (0)                   |
| Dominic Cyriacks        | 1999. február 15. (26 éves)  | Werder Bremen       | 1 (0)                   |
| Panzu De Angelo Ernesto | 1999. április 3. (25 éves)   | Hertha BSC          | 1 (0)                   |
| Gian-Luca Itter         | 1999. január 5. (26 éves)    | Eintracht Frankfurt | 2 (0)                   |
| Julian Schwermann       | 1999. július 8. (25 éves)    | Borussia Dortmund   | 1 (0)                   |
| Tim Sechelmann          | 1999. január 15. (26 éves)   | Borussia Dortmund   | 2 (0)                   |
| Dominik Wanner          | 1999. május 4. (25 éves)     | Borussia Dortmund   | 2 (0)                   |
| Középpályások           |                              |                     |                         |
| Atakan Akkaynak         | 1999. január 5. (26 éves)    | Bayer Leverkusen    | 1 (0)                   |
| Jano Baxmann            | 1999. január 18. (26 éves)   | Werder Bremen       | 2 (0)                   |
| Chinedu Ekene           | 1999. július 9. (25 éves)    | Bayer Leverkusen    | 1 (0)                   |
| Ali Ferati              | 1999. március 20. (26 éves)  | VfB Stuttgart       | 2 (1)                   |
| Davide-Jerome Itter     | 1999. január 5. (26 éves)    | Eintracht Frankfurt | 1 (0)                   |
| Nikola Kosanic          | 1999. március 6. (26 éves)   | Hamburger SV        | 2 (0)                   |
| Jannis Kübler           | 1999. május 25. (25 éves)    | Karlsruher SC       | 2 (0)                   |
| Gabriel Kyeremateng     | 1999. április 28. (25 éves)  | Borussia Dortmund   | 2 (0)                   |
| Sam Schreck             | 1999. január 29. (26 éves)   | FC St. Pauli        | 2 (0)                   |
| Csatárok                |                              |                     |                         |
| Florian Krüger          | 1999. február 13. (26 éves)  | 1. FC Magdeburg     | 2 (1)                   |
| Yari Otto               | 1999. május 27. (25 éves)    | VfL Wolfsburg       | 2 (2)                   |
| Akiket még behívtak     |                              |                     |                         |
| Ulrich Bapoh            | 1999. június 29. (25 éves)   | VfL Bochum          | 0 (0)                   |
| Nick Förster            | 1999. február 4. (26 éves)   | Eintracht Frankfurt | 0 (0)                   |
| Lennart Grill           | 1999. január 25. (26 éves)   | Mainz 05            | 0 (0)                   |
| David Grözinger         | 1999. április 8. (25 éves)   | VfB Stuttgart       | 0 (0)                   |
| Kai Havertz             | 1999. június 11. (25 éves)   | Bayer Leverkusen    | 0 (0)                   |
| Leon Heinze             | 1999. június 9. (25 éves)    | 1. FC Nürnberg      | 0 (0)                   |
| Manuel Kober            | 1999. február 11. (26 éves)  | VfB Stuttgart       | 0 (0)                   |
| Sören Lippert           | 1999. október 9. (25 éves)   | Eintracht Frankfurt | 0 (0)                   |
| Linton Maina            | 1999. június 23. (25 éves)   | SV Empor Berlin     | 0 (0)                   |
| Tim Schüler             | 1999. június 7. (25 éves)    | Holstein            | 0 (0)                   |
| Lukas Wenzel            | 1999. március 16. (26 éves)  | 1. FC Nürnberg      | 0 (0)                   |
| Silas Zehnder           | 1999. június 30. (25 éves)   | Darmstadt 98        | 0 (0)                   |

### Barátságos mérkőzések
| 2017. szeptember 13. 10:00 |

| Ausztria       | 1–2               | Németország     |
| -------------- | ----------------- | --------------- |
| Selmeister 64' | (0–2) Jegyzőkönyv | Moukoko 12' 24' |

| Lindenstadion, Hippach, Tirol, Ausztria Nézőszám: 352 Játékvezető: Andreas Heiß (osztrák) |

| 2017. október 3. 18:00 |

| Belgium | 0–1               | Németország    |
| ------- | ----------------- | -------------- |
|         | (0–0) Jegyzőkönyv | Burmeister 49' |

| Jos Vaessen Academy, Genk, Belgium Nézőszám: 684 |

| 2017. október 5. 10:00 |

| Belgium             | 2–4               | Németország                                       |
| ------------------- | ----------------- | ------------------------------------------------- |
| Nizet 19' Asoma 62' | (1–2) Jegyzőkönyv | Borkowski 31' Moukoko 45' Borkowski 60' Pakia 77' |

| Jos Vaessen Academy, Genk, Belgium Nézőszám: 527 Játékvezető: Tom Lamberigt (belga) |

| 2017. november 9. 12:30 |

| Csehország              | 2–0               | Németország |
| ----------------------- | ----------------- | ----------- |
| Hložek 50' Vorlický 62' | (0–0) Jegyzőkönyv |             |

| Stadion Kvapilova, Tábor, Csehország Nézőszám: 428 Játékvezető: Ondřej Lerch (cseh) |

| 2017. november 11. 12:30 |

| Csehország                                       | 4–0               | Németország |
| ------------------------------------------------ | ----------------- | ----------- |
| Nováček 5' Wojatschke 14' Hložek 72' Svoboda 77' | (2–0) Jegyzőkönyv |             |

| Stadion Kollárova ulice, Vlašim, Csehország Nézőszám: 285 Játékvezető: Vojtěch Severýn (cseh) |

## Német U15-ös keret
Pályára lépések és gólok száma 2014. szeptember 9-én lettek utoljára frissítve.
| Név                     | Szülesi dátum (Kor)            | Klub                 | Pályára lépések (gólok) |
| Kapusok                 | Kapusok                        | Kapusok              | Kapusok                 |
| ----------------------- | ------------------------------ | -------------------- | ----------------------- |
| Jan-Christoph Bartels   | 2000. január 13. (25 éves)     | Mainz 05             | 2 (0)                   |
| Dominik Koch            | 1999. január 16. (26 éves)     | VfB Stuttgart        | 1 (0)                   |
| Védők                   |                                |                      |                         |
| Alfons Amade            | 1999. november 12. (25 éves)   | TSG 1899 Hoffenheim  | 3 (0)                   |
| Florian Baak            | 2000. március 18. (25 éves)    | Hertha BSC           | 4 (1)                   |
| Moody Chana             | 1999. január 7. (26 éves)      | Schalke 04           | 3 (0)                   |
| Panzu De Angelo Ernesto | 2000. április 3. (24 éves)     | Bayer Leverkusen     | 4 (0)                   |
| David Grözinger         | 1999. április 8. (25 éves)     | VfB Stuttgart        | 2 (0)                   |
| Gian-Luca Itter         | 2000. január 5. (25 éves)      | Eintracht Frankfurt  | 1 (0)                   |
| Középpályások           |                                |                      |                         |
| Luca Herrmann           | 1999. február 22. (26 éves)    | SC Freiburg          | 4 (0)                   |
| Jannis Kübler           | 2000. május 25. (24 éves)      | Karlsruher SC        | 2 (0)                   |
| David Nieland           | 2000. április 28. (24 éves)    | VfL Wolfsburg        | 4 (2)                   |
| Lucas Schmidt           | 1999. február 17. (26 éves)    | Energie Cottbus      | 2 (0)                   |
| Alexander Schulte       | 1999. január 27. (26 éves)     | Borussia Dortmund    | 4 (1)                   |
| Csatárok                |                                |                      |                         |
| Stilyan Spasov          | 2000. július 26. (24 éves)     | Bayern München       | 0 (0)                   |
| Keanan Bennetts         | 2000. március 9. (25 éves)     | Tottenham Hotspur    | 2 (0)                   |
| Chinedu Ekene           | 1999. július 9. (25 éves)      | Bayer Leverkusen     | 2 (0)                   |
| Gabriel Kyeremateng     | 2000. április 28. (24 éves)    | Borussia Dortmund    | 2 (0)                   |
| Manuel Wintzheimer      | 1999. január 10. (26 éves)     | Bayern München       | 4 (0)                   |
| Nikos Zografakis        | 2000. július 7. (24 éves)      | Hertha BSC           | 4 (2)                   |
| Akiket még behívtak     |                                |                      |                         |
| Domenica Alberico       | 1999. január 23. (26 éves)     | Karlsruher SC        | 0 (0)                   |
| Davide Itter            | 1999. január 5. (26 éves)      | Eintracht Frankfurt  | 0 (0)                   |
| Christian Kinsombi      | 1999. augusztus 24. (25 éves)  | Mainz 05             | 0 (0)                   |
| Nikola Kosanic          | 1999. március 6. (26 éves)     | FC St. Pauli         | 2 (1)                   |
| Florian Krüger          | 1999. február 13. (26 éves)    | 1. FC Magdeburg      | 0 (0)                   |
| Tim Sechelmann          | 1999. január 15. (26 éves)     | Borussia Dortmund    | 1 (0)                   |
| Toni Stahl              | 2000. szeptember 17. (24 éves) | Energie Cottbus      | 0 (0)                   |
| Timothy Tillmann        | 1999. január 4. (26 éves)      | SpVgg Greuther Fürth | 0 (0)                   |
| Timon Weiner            | 2000. január 18. (25 éves)     | Schalke 04           | 1 (0)                   |

### Barátságos mérkőzések
| 2016. május 19. 10:00 |

| Németország  | 1–0               | Hollandia |
| ------------ | ----------------- | --------- |
| Hartmann 22' | (1–0) Jegyzőkönyv |           |

| Hoheellern-Stadion, Leer, Németország Nézőszám: 3365 Játékvezető: Felix Bahr (német) |

| 2016. május 21. 12:00 |

| Németország  | 1–2               | Hollandia               |
| ------------ | ----------------- | ----------------------- |
| Hartmann 38' | (1–1) Jegyzőkönyv | Burger 32' Besuijen 68' |

| Jadestadion, Wilhelmshaven, Németország Nézőszám: 13000 |

| 2017. május 5. 15:00 |

| Hollandia              | 2–1               | Németország |
| ---------------------- | ----------------- | ----------- |
| Schutter 15' Braaf 53' | (1–1) Jegyzőkönyv | Hummel 24'  |

| Sportpark Mulderssingel, Wezep, Hollandia Nézőszám: 442 |

| 2017. május 6. 11:00 |

| Hollandia                 | 2–3               | Németország                                        |
| ------------------------- | ----------------- | -------------------------------------------------- |
| Ihattaren 45' Brobbey 64' | (1–3) Jegyzőkönyv | Egloff (Tillman) 8' Aydin 12' Scott 22' (11-esből) |

| Sportpark Mulderssingel, Wezep, Hollandia Nézőszám: 456 |

## Rekordok

### U17-es labdarúgó-világbajnokság
- döntős: (19851)
- harmadik helyezett: (2007, 2011)
- negyedik helyezett: (1997)
- Legjobb játékos (Golden Ball) : (2007)

### U19-es labdarúgó-Európa-bajnokság
- Győztes : (19652, 19702,19811, 19862, 2008, 2014)
- döntős: (19541, 19692, 19721, 19731, 1984, 1998, 2002

### U17-es labdarúgó-Európa-bajnokság
- győztes: (1984, 1992, 2009)

## Díjak

### Egyéni
- Legjobb játékos (Golden Ball) : Toni Kroos (2007)
- Legjobb góllövő (Golden Shoe) : Marcel Witeczek (1985)

### Csapat
FIFA Fair play-díj: (1985)

## Lásd még
- Német labdarúgó-válogatott
- Német U23-as labdarúgó-válogatott
- Német női labdarúgó-válogatott

### jegyzet
1 = Nyugat-Németország
2 = Német Demokratikus Köztársaság